# ルクヌッディーン・イブラーヒーム
ルクヌッディーン・イブラーヒーム（Ruknuddin Ibrahim, 生没年不詳）は、北インドを支配したデリー・スルターン朝、ハルジー朝の第2代君主（数えない場合もある）（在位：1296年）。初代君主ジャラールッディーン・ハルジーの息子。

## 生涯
1296年に父がアラー・ウッディーン・ハルジーに殺害されると、かねてからアラー・ウッディーンと対立していた妃のマリカ・イ・ジャハーンは末子のルクヌッディーン・イブラーヒームを即位させようとした。
しかし、有能なムルターン総督であったアルカリ・ハーンをはじめ、貴族やアミールらは誰ひとりとして、イブラーヒームの即位を認めなかった。
窮したマリカ・イ・ジャハーンはアルカリ・ハーンをデリーに呼んでイブラーヒームの支持を懇願したが、その前にアラー・ウッディーンによってデリーを攻略された。
イブラーヒームは廃されたのち、アルカリ・ハーンと共に盲目にされ、廃された。マリカ・イ・ジャハーンは城内に軟禁され、アラー・ウッディーンが第3代君主となった。